# Sara Rue
Sara Schlackman (Nueva York; 26 de enero de 1979), más conocida como Sara Rue, es una actriz estadounidense de cine y televisión.

## Biografía

### Primeros años
Sara Rue nació como en la ciudad de Nueva York, hija de Joan Rue, una empleada municipal y exactriz, y Marc Schlackman, un director de escena. Es la mayor de dos hermanas y desde muy pequeña ha crecido en el ambiente de la farándula, porque sus padres eran ambos personajes relevantes en Broadway.

### Carrera
Comenzó su carrera a los nueve años en la película de 1988 Rocket Gibraltar como la hija del personaje interpretado por Kevin Spacey y como la nieta del difunto Burt Lancaster.
Empezó colaborando en series de televisión como Blossom o Urgencias, llegando incluso a interpretar el papel de una joven Roseanne Barr en la serie estadounidense Roseanne. Empezó a ganar reconocimiento tras su participación en la serie Popular, donde interpretó el papel de Carmen Ferrara, una chica que no llegaría nunca al grupo de los populares por su aspecto físico. Más adelante intervino en algún capítulo de la serie de televisión Will & Grace como Joyce, la hermana de Grace Adler (Debra Messing). En 2004 trabajó en la serie Less Than Perfect, donde hacía el papel de la simpática Claudia "Claude" Casey, la secretaria de un famoso presentador de televisión.
Rue actuó como estrella invitada en la serie Dos hombres y medio como la hija pequeña de la asistente Berta, Naomi, la cual está embarazada y tiene su bebé en el sofá de Charlie. Actuó en la comedia The Big Bang Theory como Stephanie, novia de Leonard Hofstadter, durante tres episodios. Su primera aparición en el show se produjo el 17 de noviembre de 2008. A partir de entonces ha figurado en series de televisión como Bones, Mom y A Series of Unfortunate Events.

## Filmografía

### Cine
| Año  | Título                              | Papel                 | Notas |
| ---- | ----------------------------------- | --------------------- | ----- |
| 1988 | Rocket Gibraltar                    | Jessica Hanson        |       |
| 1992 | Passed Away                         | Megan Scanlan         |       |
| 1998 | Can't Hardly Wait                   |                       |       |
| 1998 | Nowhere to Go                       |                       |       |
| 1999 | A Slipping-Down Life                | Violet                |       |
| 1999 | A Map of the World                  | Debbie                |       |
| 2001 | Pearl Harbor                        | Martha                |       |
| 2001 | Gypsy 83                            | Gypsy Vale            |       |
| 2002 | The Ring                            | Niñera                |       |
| 2005 | Barbara Jean                        | Barbara Jean          | Corto |
| 2006 | Danny Roane: First Time Director    | Charlotte Lewis       |       |
| 2006 | Idiocracy                           | Fiscal general        |       |
| 2008 | Man Maid                            | Torry                 |       |
| 2009 | Not Since You                       | Sarah 'Doogs' Doogins |       |
| 2010 | For Christ's Sake                   | Candy                 |       |
| 2011 | Dorfman in Love                     | Deb Dorfman           |       |
| 2013 | Miss Dial                           | Sam                   |       |
| 2020 | American Pie Presents: Girls' Rules | Ellen                 |       |

### Televisión
| Año          | Título                                          | Papel                  | Notas            |
| ------------ | ----------------------------------------------- | ---------------------- | ---------------- |
| 1990         | Grand                                           | Edda Pasetti           | 26 episodios     |
| 1992         | Roseanne                                        | Roseanne               | 1 episodio       |
| 1993–94      | Phenom                                          | Monica                 | 14 episodios     |
| 1995         | Blossom                                         | Angie                  | 1 episodio       |
| 1995         | Family Reunion: A Relative Nightmare            | Jacquelyn              | Telefilme        |
| 1995–96      | Minor Adjustments                               | Darby Gladstone        | 20 episodios     |
| 1996         | ER                                              | Jane                   | 1 episodio       |
| 1996         | Pearl                                           | Bertha Sugs            | 1 episodio       |
| 1996         | For My Daughter's Honor                         | Kimberly Jones         | Telefilme        |
| 1997         | Ned & Stacey                                    | Amy                    | 1 episodio       |
| 1997         | Happily Ever After: Fairy Tales for Every Child | Hermana                | 1 episodio       |
| 1998         | Chicago Hope                                    | Rhonda Fritz           | 1 episodio       |
| 1998         | The Simple Life                                 | Melanie                | 3 episodios      |
| 1999         | Zoe, Duncan, Jack & Jane                        | Breeny Kennedy         | 3 episodios      |
| 1999–2001    | Popular                                         | Carmen Ferrara         | 43 episodios     |
| 2000, 2018   | Will & Grace                                    | Joyce Adler            | 2 episodios      |
| 2002–03      | The Division                                    | Amanda McCafferty      | 3 episodios      |
| 2003         | MADtv                                           | Niñera                 | 1 episodio       |
| 2002–06      | Less than Perfect                               | Claudia "Claude" Casey | 81 episodios     |
| 2003         | This Time Around                                | Gabby Castellani       | Telefilme        |
| 2006         | Play Nice                                       |                        | Telefilme        |
| 2006–07      | Two and a Half Men                              | Naomi                  | 2 episodios      |
| 2007         | Nurses                                          | Chris Korenek          | Telefilme        |
| 2008         | The Big Bang Theory                             | Dra. Stephanie Barnett | 3 episodios      |
| 2008         | Nightmare at the End of the Hall                | Courtney               | Telefilme        |
| 2008         | Spaced                                          | Apryl                  | Telefilme        |
| 2009         | Leverage                                        | Marissa Devins         | 1 episodio       |
| 2009–10      | Eastwick                                        | Penny Higgins          | 13 episodios     |
| 2010         | Private Practice                                | Shira Cole             | 1 episodio       |
| 2011         | Shedding for the Wedding                        | Invitada               | 5 episodios      |
| 2011         | RuPaul's Drag Race 3                            | Ella misma             | 2 episodios      |
| 2012         | Psych                                           | Amy Alleris            | 1 episodio       |
| 2012–13      | Malibu Country                                  | Kim Sallinger          | 18 episodios     |
| 2010–13      | Rules of Engagement                             | Brenda                 | 12 episodios     |
| 2011         | My Future Boyfriend                             | Elizabeth Barrett      | Telefilme        |
| 2014–16      | Mom                                             | Candace                | 7 episodios      |
| 2015–16      | Impastor                                        | Dora Winston           | 20 episodios     |
| 2015         | Don't Wake Mommy                                | Beth                   | Telefilme        |
| 2016–17      | Bones                                           | Karen Delfs            | 7 episodios      |
| 2017         | All For Love                                    | Jo                     | Telefilme        |
| 2017–present | American Housewife                              | Nancy Granville        | Papel recurrente |
| 2018         | A Series of Unfortunate Events                  | Olivia Caliban         | 7 episodios      |
| 2018         | The Rookie                                      | Nell Forester          | 4 episodios      |
| 2019         | True Love Blooms                                | Vikki                  | Telefilme        |